# Wildnisgebiet Dürrenstein

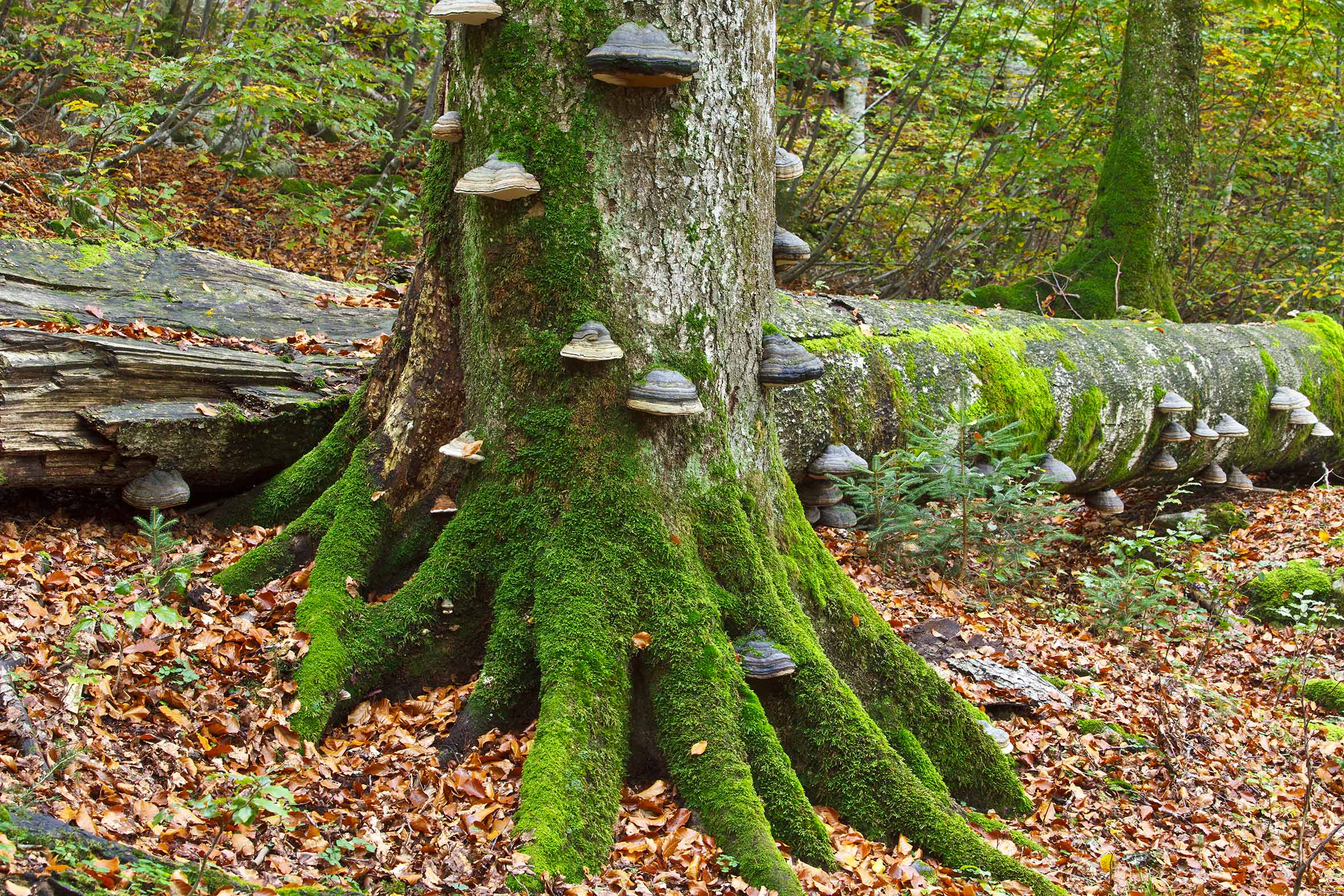
Im Wildnisgebiet dürfen Bäume ihr natürliches Alter erreichen

Das Wildnisgebiet Dürrenstein, nach der Erweiterung um ein Gebiet des Lassingtals (in der Steiermark, Bezirk Bruck-Mürzzuschlag) am 1. August 2021 nun Wildnisgebiet Dürrenstein-Lassingtal beherbergt einen der größten Urwälder Mitteleuropas, einen kleinen Teil des sogenannten Rothwalds in der niederösterreichischen Eisenwurzen im südlichen Teil des Bezirks Scheibbs. Es ist ein Wildnisgebiet (IUCN Ia + Ib) nach Richtlinie der World Commission on Protected Areas der International Union for Conservation of Nature and Natural Resources (IUCN-WCPA). Im Juli 2017 wurde das Wildnisgebiet Dürrenstein zum UNESCO-Weltnaturerbe erhoben. Im September 2023 wurde auch der steirische Anteil im Lassingtal von der UNESCO als Weltnaturerbe aufgenommen.

## Lage

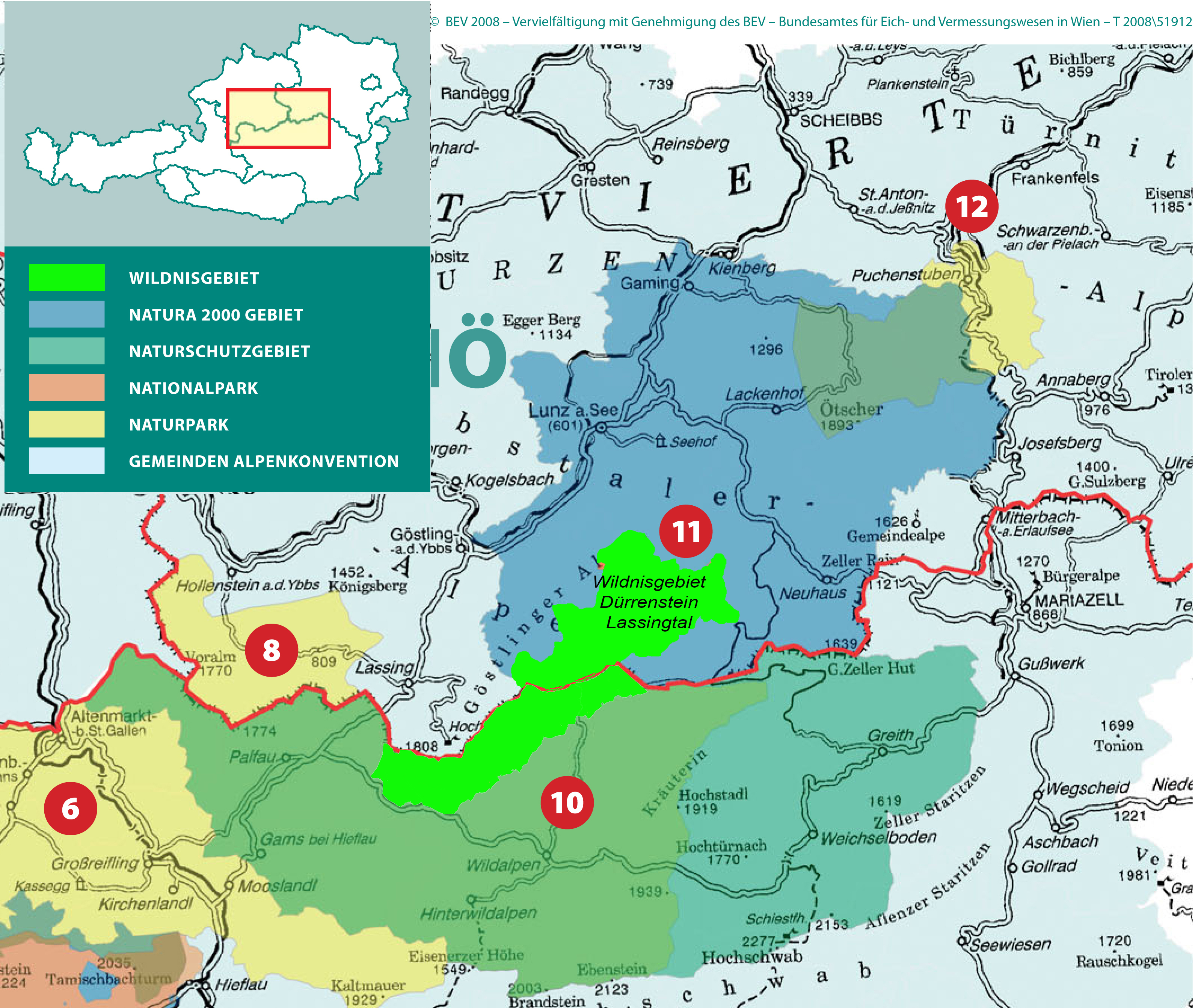
Wildnisgebiet Dürrenstein mit Erweiterung von 2021 und Pufferzonen (für die Ziffernlegende auf „Weitere Einzelheiten“ klicken)

Das Wildnisgebiet Dürrenstein-Lassingtal liegt in Niederösterreich und der Steiermark. Es erstreckt sich um den Dürrenstein und das Hochkar und ist Heimat zahlreicher seltener Tier- und Pflanzenarten. Es ist primär ein Waldschutzgebiet, reicht aber über die Waldgrenze hinaus und beherbergt auch alpine Rasen und Felsgebiete sowie Almen. Vom Alpensalamander über den Habichtskauz, den Luchs bis zum Steinadler leben zahlreiche alpine Arten in diesem Schutzgebiet. Menschen haben nur im Rahmen geführter Themenwanderungen und auf markierten Steigen und Wanderwegen Zutritt.

## Entstehung

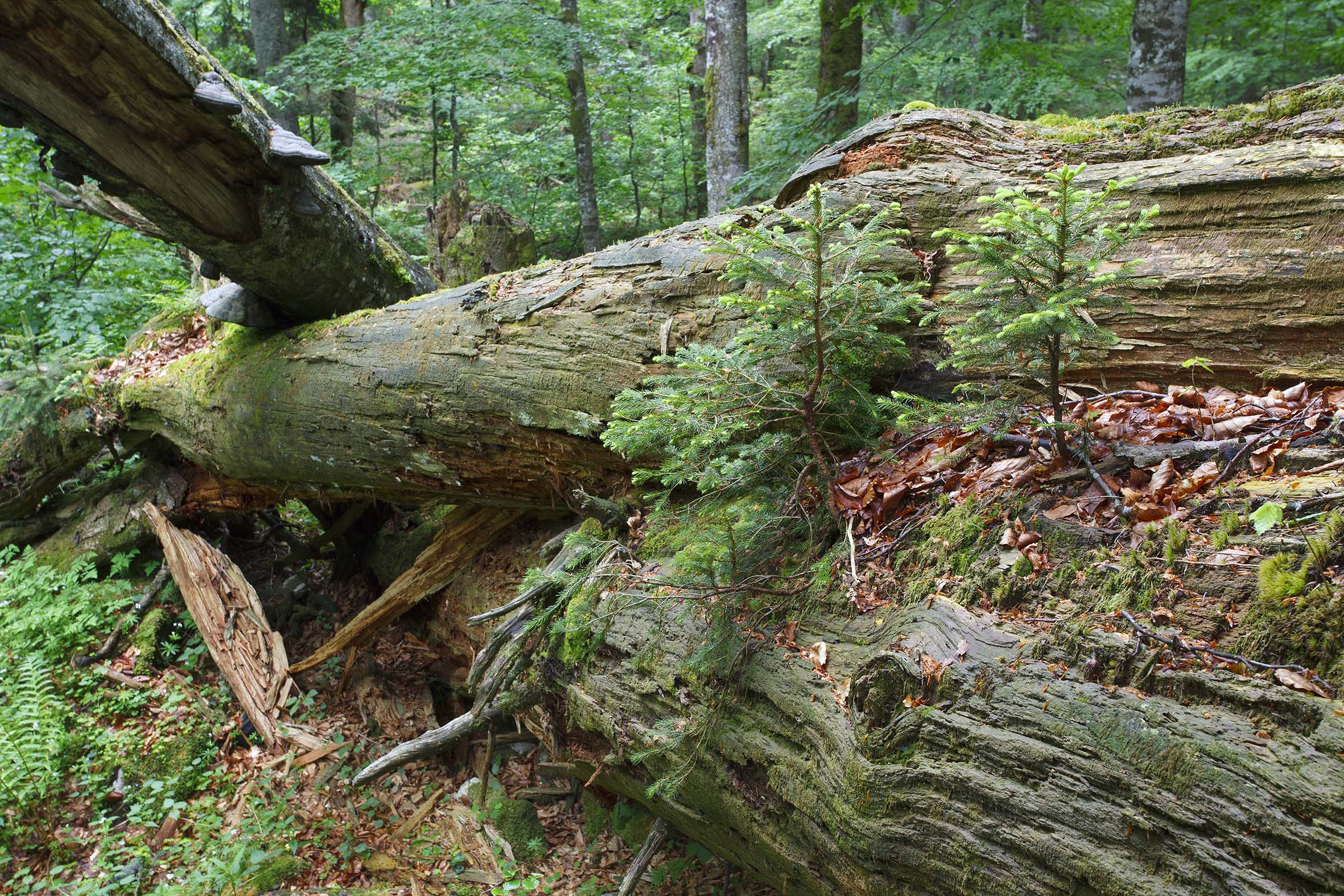
Totholz, das in Wirtschaftswäldern weitgehend fehlt, ist Grundlage für eine Vielzahl von Lebewesen, die ausschließlich hier vorkommen und hier erstmals beschrieben wurden

Die Idee, großflächige Wälder, die vom Menschen unberührt waren, vor dem forstlichen Zugriff und der Zerstörung für sich und seine Nachwelt zu retten, wurde in diesem Gebiet 1875 vom Unternehmer und Bankier Albert Rothschild initiiert. 400 ha Wald des Kerngebiets, des Urwalds im Rothwald, sind nie forstlich bewirtschaftet worden und bilden damit einen echten Primärwald, der sich seit der Würm-Kaltzeit (der letzten Kaltzeit) weitestgehend ungestört entwickelt hat. Auf Basis des Urwalds im Rothwald wurde 120 Jahre später das Schutzgebiet auf knapp 2400 Hektar erweitert und in den Jahren 1997–2001 das Wildnisgebiet Dürrenstein ins Leben gerufen.
Das Wildnisgebiet dient dem Schutz gefährdeter Lebewesen und Lebensgemeinschaften. Es soll jedoch kein bestimmter Zustand konserviert werden, sondern vielmehr dürfen natürliche Prozesse weitestgehend ohne Einfluss des Menschen ablaufen (Prozessschutz). Die Anerkennung als erstes Wildnisgebiet Österreichs der Kategorie I nach den Kriterien der Weltnaturschutzorganisation IUCN wurde im Jahr 2003 verliehen. Es umfasste zunächst 23,7 km², wobei etwa die Hälfte (Westteil) der Kategorie Ib (Wilderness) angehörten, der Ostteil mit den etwa 4 km² Urwald im Rothwald wurde als Kategorie Ia (Strict Nature Reserve Ia, Strenges Naturreservat) ausgewiesen. Das Wildnisgebiet bildet so eine Pufferzone um den Urwald. Im August 2010 wurde das Wildnisgebiet um 72 ha erweitert.
2013 konnte die Fläche um weitere 1.000 ha (10 km²) auf insgesamt 3.500 ha (35 km²) vergrößert werden.
Im Herbst 2013 initiierten engagierte steirische Unternehmer eine Erweiterung des bestehenden Wildnisgebiets Richtung Steiermark, damit die von der IUCN empfohlene Mindestfläche von 10.000 ha erreicht wird. Erst ab einer Wildnisgebietsfläche von rd. 10.000 ha bleibt die Biodiversität gesichert erhalten und Umweltprozesse können naturnahe ablaufen. Ihr Ziel ist die Außer-Nutzung-Stellung des steirischen Lassingtales. Im Lassingtal befinden sich die ältesten großflächigen Buchenwälder des Alpenbogens und die dortigen Wälder können einen für die Biodiversität wichtigen hohen Totholzanteil aufweisen. Die Grundeigentümerin des Lassingtales ist die Österreichische Bundesforste AG, die sich im alleinigen Besitz der Republik Österreich befindet. Im Oktober 2015 leitete schließlich die Steiermärkische Landesregierung das Verfahren zur Erklärung des steirischen Lassingtales mit rd. 6.500 ha zum Wildnisgebiet gemäß den IUCN-Richtlinien ein. Jedoch scheiterten im Jänner 2017 die Verhandlungen zwischen dem Land Steiermark und den Bundesforsten, da keine finanzielle Einigung erzielt werden konnte.
Am 14. März 2021 wurde eine flächenverdoppelnde Erweiterung auf insgesamt 7.000 ha (70 Quadratkilometer) in der Steiermark in Aussicht gestellt und die Eröffnung des „Hauses der Wildnis“ in Lunz am See angekündigt. Auf einem Geländemodell war dort bereits die steirische Erweiterung von 3.500 ha innerhalb des seit 1958 existierenden Naturschutzgebietes Wildalpener Salzatal ersichtlich. Die Erweiterung unter dem Namen Steirisches Lassingbachtal samt Einhänge zur Salza wurde am 17. Juni 2021 von der Steiermärkischen Landesregierung verordnet und trat am 1. August 2021 in Kraft.
Das „Haus der Wildnis“ am Kirchplatz in Lunz wurde am 22. Mai 2021 als Holzbau mit 700 Quadratmeter Nutzfläche eröffnet.

## Kooperation
Das Wildnisgebiet Dürrenstein kooperiert mit dem Nationalpark OÖ Kalkalpen und dem Nationalpark Gesäuse im Projekt „Netzwerk Naturwald“, dessen Ziel die Gründung einer auch die Grundeigentümer, die Gemeinden und weitere Entscheidungsträger einschließenden Kooperationsplattform ist. Durch diese soll eine Verbindung der in den Schutzgebieten bestehenden Lebensräume verschiedener Arten erfolgen, mittels naturnaher Trittsteinflächen, die durch Vertragsnaturschutz im Projektgebiet zwischen den Schutzgebieten geschaffen werden. Die drei kooperierenden Schutzgebiete haben gemeinsam mit den alpinen Vereinen den NaturWaldWeg zusammengestellt, der die Schutzgebiete miteinander verbindet.

## Umgebung
Erwähnenswert sind auch die Rothschildhäuser, typische Forsthäuser der Region, die sich in der weiteren Umgebung des Wildnisgebiets Dürrenstein befinden.

## Bildergalerie

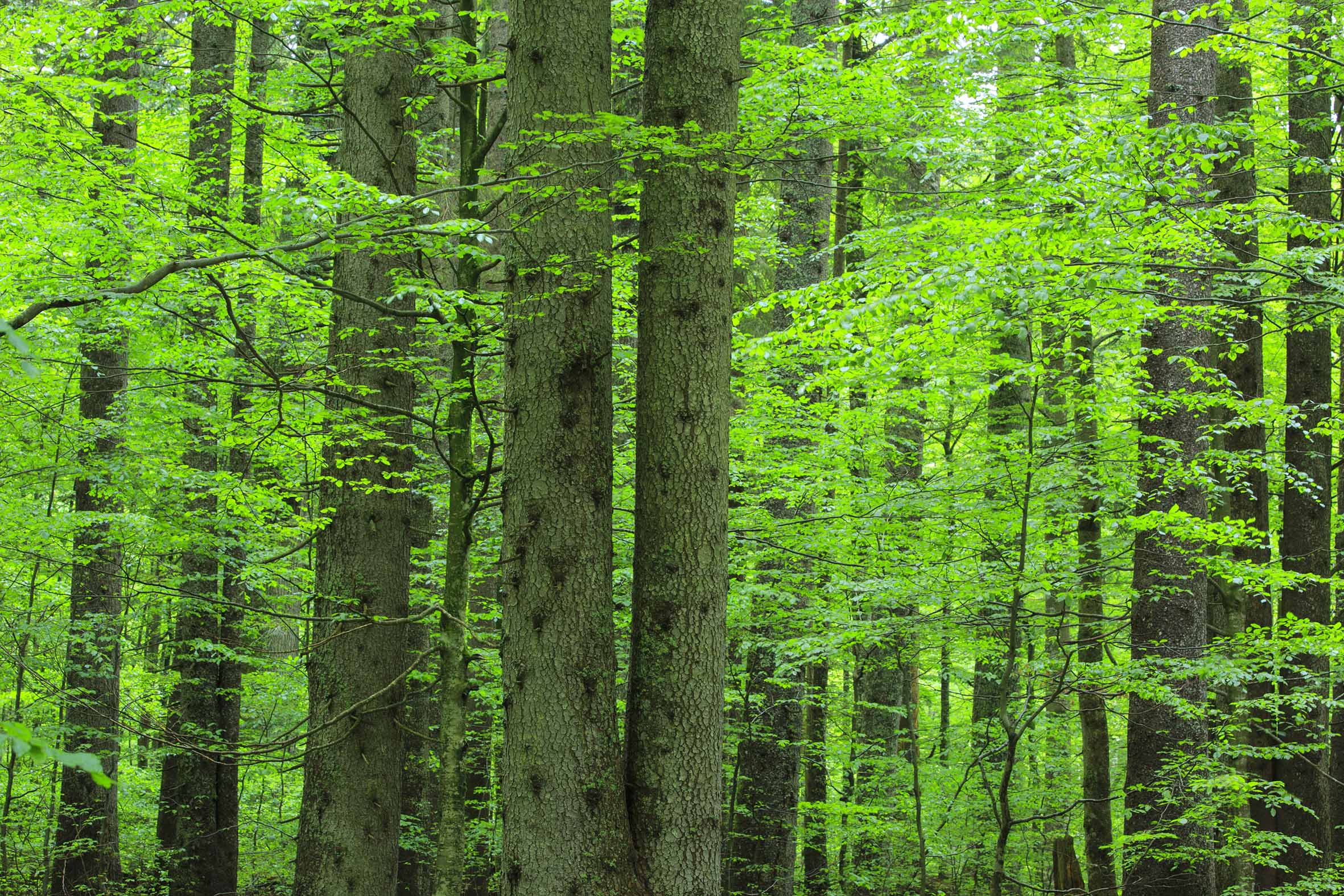
Fichten-Tannen-Buchenurwald
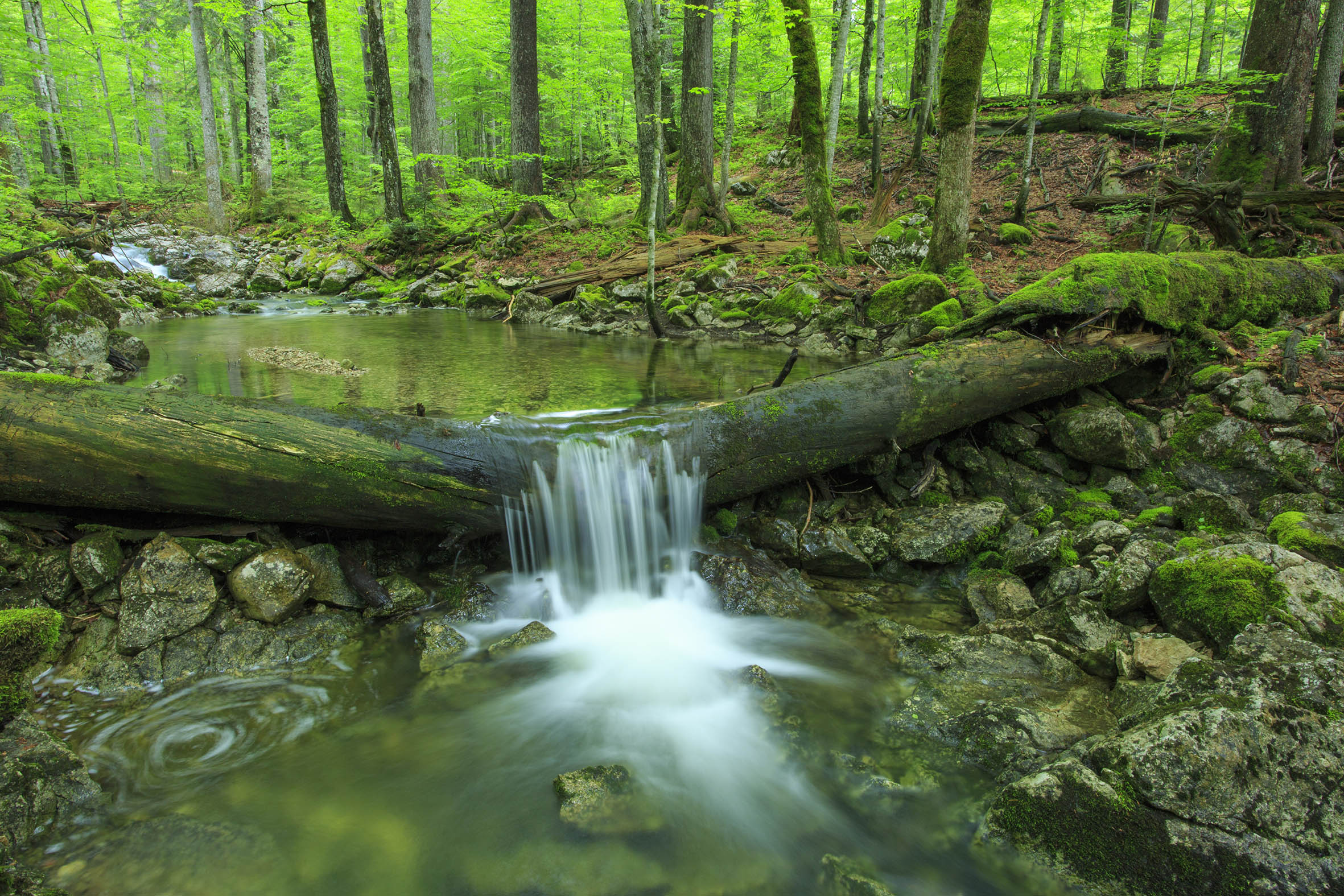
Im Rothwald
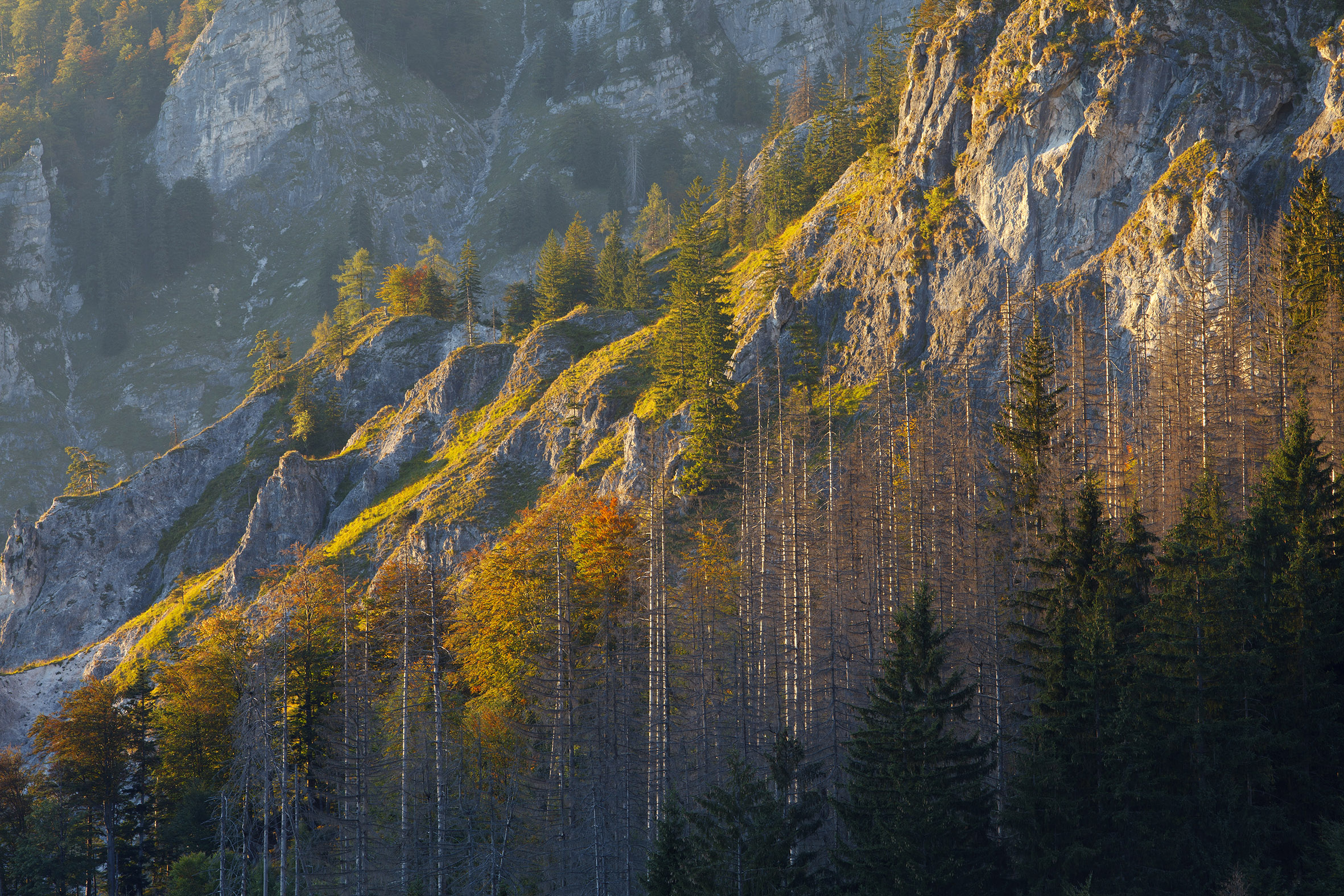
Blick auf die Hundsau
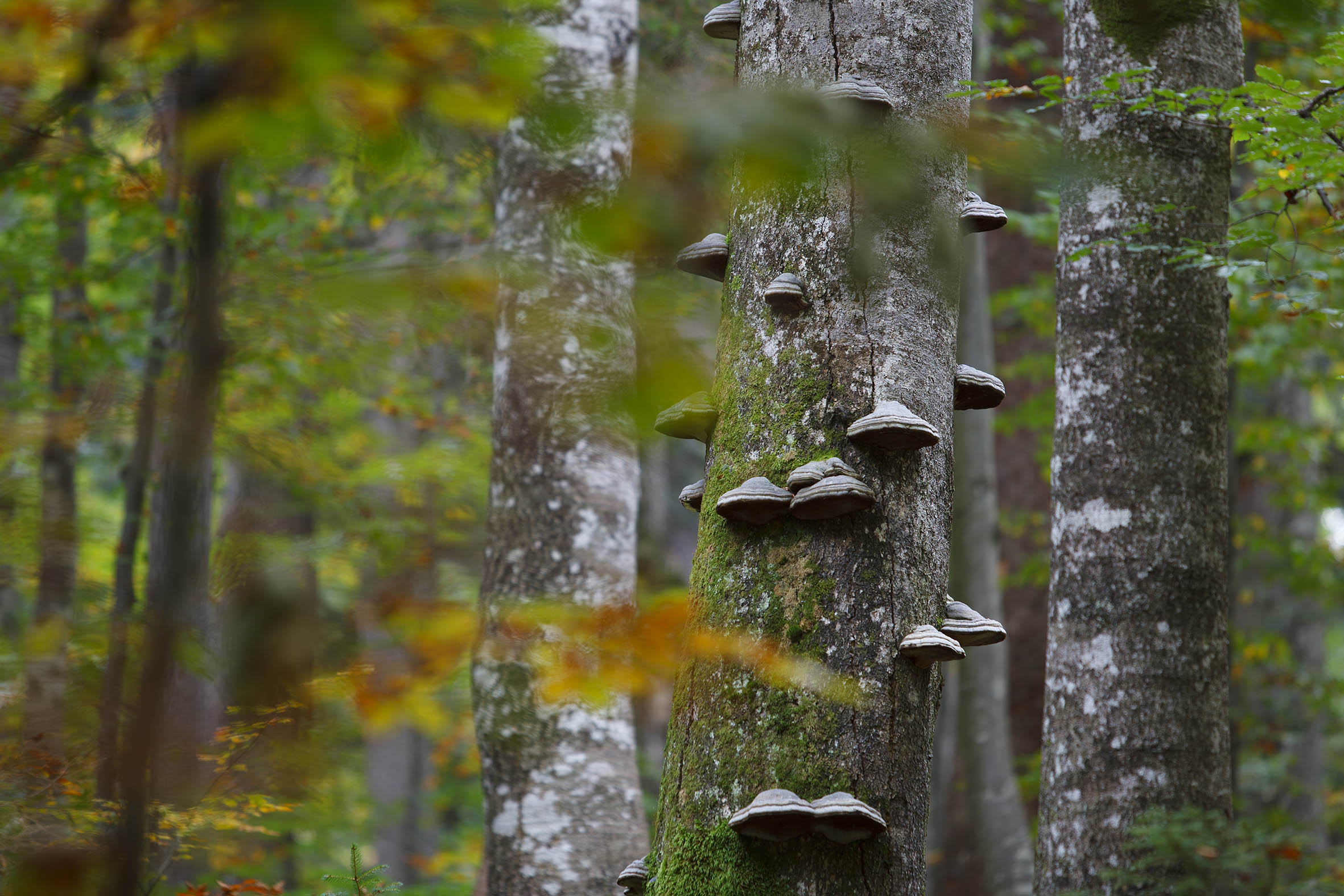
Im Rothwald
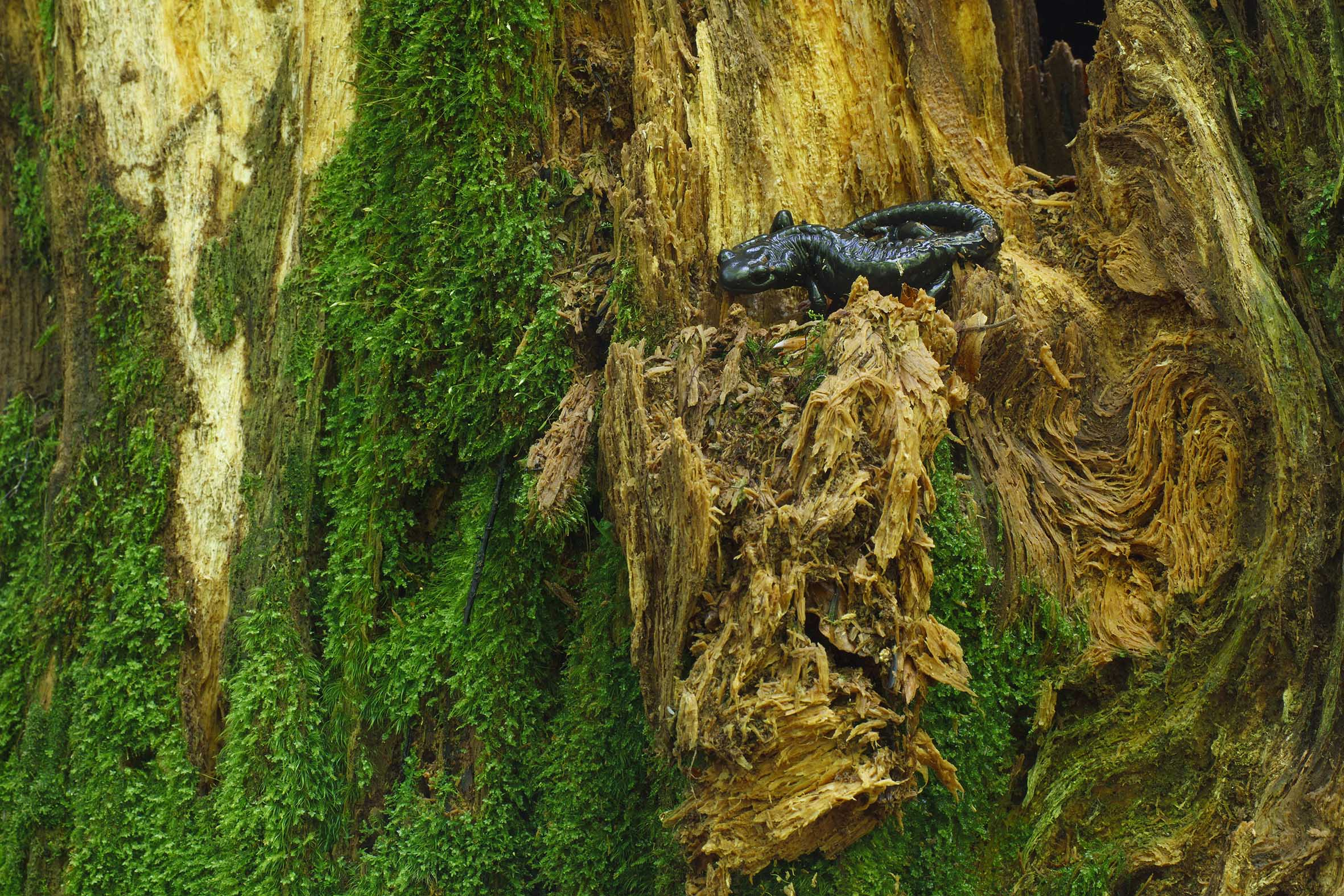
Alpensalamander im Totholz
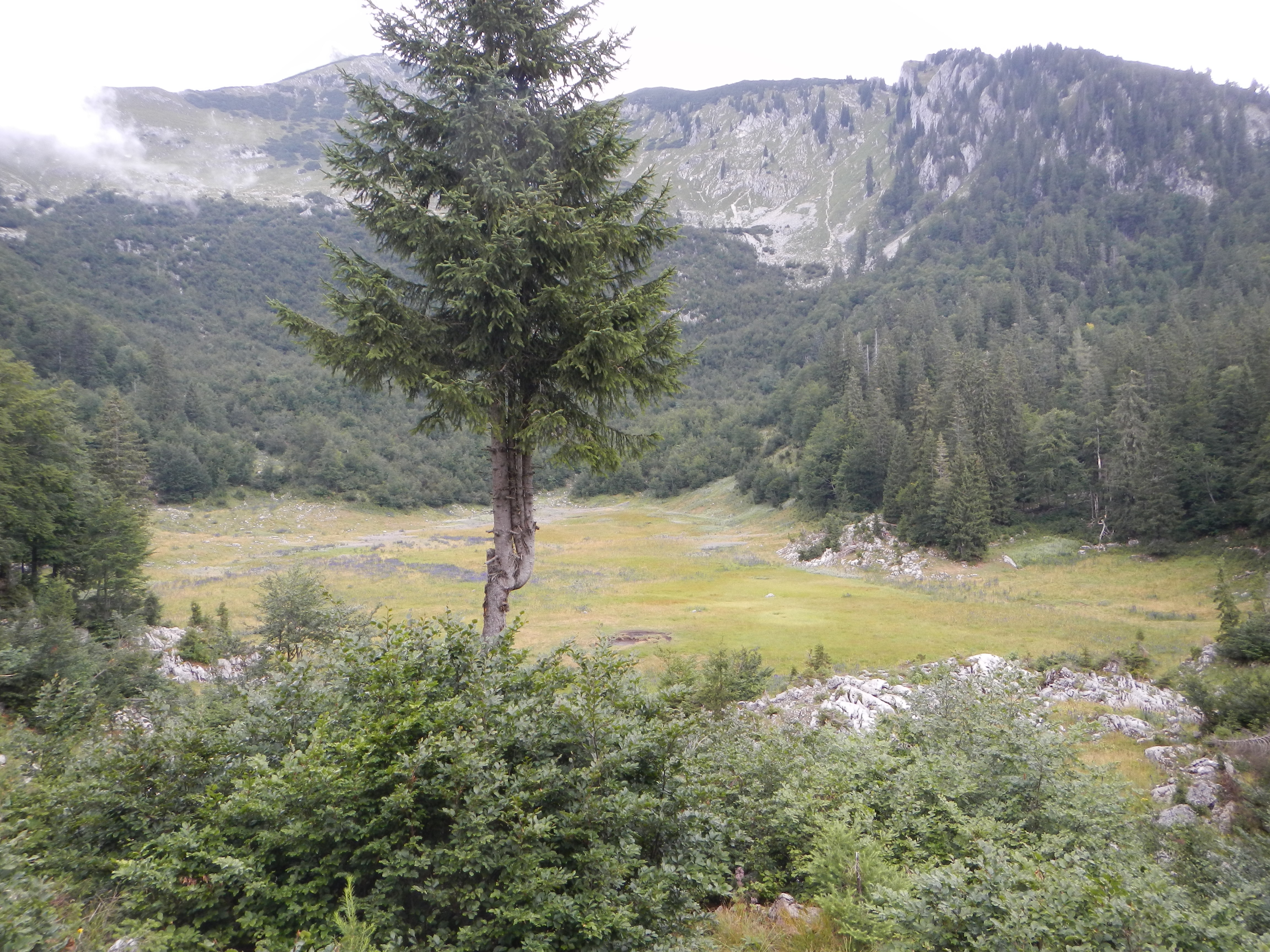
Bärwiesboden unter dem Dürrenstein